# Scinax eurydice
A Scinax eurydice a kétéltűek (Amphibia) osztályának békák (Anura) rendjébe és a levelibéka-félék (Hylidae) családjába tartozó faj.

## Előfordulása
A faj Brazília endemikus faja. Természetes élőhelye a szubtrópusi vagy trópusi nedves síkvidéki bozótosok, szubtrópusi vagy trópusi időszakosan nedves vagy elárasztott síkvidéki rétek, mocsarak, édesvízű tavak, időszakos édesvízű tavak, mocsarak, erősen lepusztult erdők, pocsolyák. A fajt élőhelyének elvesztése fenyegeti.